# Није љубав ствар
Није љубав ствар (енгл. Synonym) песма је којом је Жељко Јоксимовић представљао Србију на Песми Евровизије 2012. Текст су написали Марина Туцаковић и Милош Рогановић, а композитор музике је Жељко Јоксимовић. Аранжман за песму зу заједно направили Жељко Јоксимовић и Алекса Алексов. Верзију на енглеском језику под називом Synonym, написала је Љиљана Јорговановић.
Жељко Јоксимовић је у другом полуфиналу заузео друго место, док је у финалу са 214 бодова био трећи, иза Лорин и Бурановских бабушки.

## Пре Евровизије
РТС је интерно одабрао српског представника за Песму Евровизије 2012. Име извођача који ће представљати Србију, Жељка Јоксимовића, потврдио је РТС 18. новембра 2011. Жељко Јоксимовић је претходно представљао Србију и Црну Гору на Песми Евровизије 2004., где је освојио друго место у финалу са песмом „Лане моје“. Јоксимовић је такође претходно компоновао босанску и српску песму 2006. и 2008., респективно, а био је и ководитељ Песме Евровизије 2008. године заједно са Јованом Јанковић, која је одржана у Београду.
Песма Жељка Јоксимовића која је наступила на Евровизији под називом „Није љубав ствар“, коју је Јоксимовић написао заједно са српским текстописцима Марином Туцаковић и Милошем Рогановићем, представљена је у емисији Европска песма која је снимљена у студију РТС-а на Кошутњаку у Београду 10. марта 2012. Емисија је емитована на РТС 1, РТС HD и РТС Сат, као и стримована онлајн преко веб странице емитера rts.rs и званичне веб странице Песме Евровизије eurovision.tv. Бивши такмичари Евровизије Хари Мата Хари, која је представљао Босну 2006. и Јелена Томашевић са Бором Дугићем, који су представљали Србију 2008., као и Иван Босиљчић и Халид Бешлић, наступили су као гостујући извођачи током емисије. Такође је снимљена и изведена енглеска верзија песме под називом „Synonym“.

## На Евровизији
25. јануара 2012. одржан је посебан жреб, којим је свака земља сврстана у једно од два полуфинала, као и у којој половини емисије ће наступати. Србија је извучена за друго полуфинале, које се одржало 24. маја 2012. и требало је да наступи у првој половини. Редослед наступа у полуфиналу одређен је још једним жребом 20. марта 2012., а Србија је требало да отвори шоу и наступи на позицији 1.